# Abbéville-la-Rivière
Abbéville-la-Rivière (uttal (fil)) är en kommun i departementet Essonne i regionen Île-de-France i norra Frankrike. Kommunen ligger i kantonen Méréville som tillhör arrondissementet Étampes. År 2022 hade Abbéville-la-Rivière 331 invånare.

## Befolkningsutveckling
Antalet invånare i kommunen Abbéville-la-Rivière
| Referens: INSEE |